# Thomas Fartmann
Thomas Fartmann (* 1968) ist ein deutscher Biogeograph und Ökologe. 2015 wurde er zum außerplanmäßigen Professor an der Universität Osnabrück ernannt.

## Vita
Fartmann studierte von 1989 bis 1995 Geographie (Studienrichtung Landschaftsökologie) an der Westfälischen Wilhelms-Universität Münster. Nach beruflicher Praxis promovierte er 2002 zu den Schmetterlingsgemeinschaften der Halbtrockenrasen-Komplexe des Diemeltals. Für seine Dissertation erhielt er den Dissertationspreis der mathematisch-naturwissenschaftlichen Fakultät der Universität Münster. Im Jahr 2007 erfolgte seine Habilitation mit Verleihung der venia legendi in Ökologie und Biogeographie. In seiner Habilitationsschrift beschäftigte sich Fartmann mit der Larvalökologie von Tagfaltern und Widderchen als Grundlage für ein erfolgreiches Habitatmanagement. Von 2008 bis 2014 war er als Akademischer Oberrat/Rat auf Zeit am Institut für Landschaftsökologie tätig und erhielt in dieser Zeit den Lehrpreis des Fachbereichs Geowissenschaften der Westfälischen Wilhelms-Universität Münster. Es folgte die Vertretung der Professur für Ökologie an der Universität Osnabrück. Seit 2016 leitet er als außerplanmäßiger Professor die Abteilung für Biodiversität und Landschaftsökologie an der Universität Osnabrück. Zudem ist er 1. Vorsitzender der Deutschen Gesellschaft für Orthopterologie (DGfO).

## Forschung
Im Fokus der aktuellen Forschungsaktivitäten Fartmanns stehen die Auswirkungen des globalen Wandels auf die Biodiversität. Darüber hinaus zählen Themen der Störungs- und Renaturierungsökologie zu seinen Forschungsschwerpunkten. Dabei liegt das Augenmerk auf raum-zeitlichen Mustern von Artgemeinschaften und den sie bestimmenden Umweltfaktoren. Seine Untersuchungen zeichnen sich durch eine große taxonomische Breite aus. Zu den wichtigsten Indikatorgruppen zählen Pflanzen, Vögel, Amphibien, Spinnen, Libellen, Heuschrecken, Zikaden, Laufkäfer sowie Tagfalter und Widderchen. Bisher hat Fartmann mehr als 150 wissenschaftliche Publikationen veröffentlicht.

## Publikationen (Auswahl)

### Bücher und Monographien
- als Co-Autor: European Red List of Grasshoppers, Crickets and Bush-crickets. Publications Office of the European Union, Luxembourg 2016.
- J. Fischer, D. Steinlechner, A. Zehm, D. Poniatowski, T. Fartmann, A. Beckmann, C. Stettmer: Die Heuschrecken Deutschlands und Nordtirols: Bestimmen, Beobachten, Schützen. Quelle & Meyer, Wiebelsheim 2016.
- M. Streitberger, W. Ackermann, T. Fartmann, G. Kriegel, A. Ruff, S. Balzer, S. Nehring: Artenschutz unter Klimawandel: Perspektiven für ein zukunftsfähiges Handlungskonzept. In: Naturschutz und Biologische Vielfalt. Band 147, 2016, S. 1–367.
- D. Poniatowski, B. Defaut, D. Llucià-Pomares, T. Fartmann: The Orthoptera fauna of the Pyrenean region – a field guide. In: Articulata Beih. Band 14, 2009, S. 1–143.
- E. García-Barros, Thomas Fartmann: Butterfly oviposition: sites, behaviour and modes. In: J. Settele, T. G. Shreeve, M. Konvička, H. van Dyck (Hrsg.): Ecology of butterflies in Europe. Cambridge University Press, Cambridge 2009, S. 29–42.

### Internationale Zeitschriftenartikel
- D. Poniatowski, G. Stuhldreher, F. Löffler, T. Fartmann: Patch occupancy of grassland specialists: Habitat quality matters more than habitat connectivity. In: Biological Conservation. Band 225, 2018, S. 237–244.
- T. Fartmann, S. Kämpfer, J. Brüggeshemke, M. Juchem, F. Klauer, S. Weking, F. Löffler: Landscape-scale effects of Christmas-tree plantations in an intensively used low-mountain landscape – Applying breeding bird assemblages as indicators. In: Ecological Indicators. Band 94, 2018, S. 409–419.
- G. Stuhldreher, T. Fartmann: Threatened grassland butterflies as indicators of microclimatic niches along an elevational gradient – Implications for conservation in times of climate change. In: Ecological Indicators. Band 94, 2018, S. 83–98.
- D. Poniatowski, F. Hertenstein, N. Raude, K. Gottbehüt, H. Nickel,  T. Fartmann: The invasion of Bromus erectus alters species diversity of vascular plants and leafhoppers in calcareous grasslands. In: Insect Conservation and Diversity. 2018.
- C. Schwarz, J. Trautner, T. Fartmann: Common pastures are important refuges for a declining passerine bird in a pre-alpine agricultural landscape. In: Journal of Ornithology. Band 159, 2018, S. 945–954.
- L. Holtmann, M. Juchem, J. Brüggeshemke, A. Möhlmeyer, T. Fartmann: Stormwater ponds promote dragonfly (Odonata) species richness and density in urban areas. In: Ecological Engineering. Band 118, 2018, S. 1–11.
- S. Kurze, T. Heinken, T. Fartmann: Nitrogen enrichment of host plants has mostly beneficial effects on the life-history traits of nettle-feeding butterflies. In: Acta Oecologica. Band 85, 2017, S. 157–164.
- F. Löffler, T. Fartmann: Effects of landscape and habitat quality on Orthoptera assemblages of pre-alpine calcareous grasslands. In: Agriculture, Ecosystems and Environment. Band 248, 2017, S. 71–81.
- F. Helbing, T. Fartmann, F. Löffler, D. Poniatowski: Effects of local climate, landscape structure and habitat quality on leafhopper assemblages of acidic grasslands. In: Agriculture, Ecosystems and Environment. Band 246, 2017, S. 94–101.
- L. Holtmann, K. Philipp, C. Becke, T. Fartmann: Effects of habitat and landscape quality on amphibian assemblages of urban stormwater ponds. In: Urban Ecosystems. Band 20, 2017, S. 1249–1259.